# Moscháto (ort i Grekland)
Moscháto (Moschato) är en ort i Grekland.   Den ligger i prefekturen Nomós Kardhítsas och regionen Thessalien, i den centrala delen av landet, 220 km nordväst om huvudstaden Aten. Moscháto ligger 332 meter över havet och antalet invånare är 378.
Terrängen runt Moscháto är kuperad åt sydväst, men åt nordost är den platt. Runt Moscháto är det glesbefolkat, med 12 invånare per kvadratkilometer. Närmaste större samhälle är Karditsa, 12,1 km öster om Moscháto. I omgivningarna runt Moscháto växer i huvudsak blandskog.